# Buonarroti-ház
A Buonarroti-ház (olaszul Casa Buonarroti) Firenze egyik múzeuma a Via Ghibellina utcában. Eredetileg Michelangelo Buonarroti vásárolta meg 1508-ban, unokaöccse számára, akinek a fia, ifjabb Michelangelo Buonarroti, a költő, 1620-ban nagybátyja néhány szobrából és emléktárgyaiból rendezett be múzeumot. A család kihaltakor, 1858-ban a múzeum Firenze városának tulajdona lett.
A földszinten két Michelangelo-szobor látható valamint dédunokaöccse régiséggyűjteménye. Az első emeleten ifjúkori szobrok és kisebb faragványok vannak kiállítva, köztük legkorábbi ismert alkotása, a Madonna della Scala valamint további termekben a művészt mint szobrászt, építészt és Firenze erődrendszerének megújítóját mutatják be. Itt láthatóak azok a tervek is, amelyek a San Lorenzo-templom homlokzatához készültek, de soha nem építették meg őket.
A múzeumban láthatóak még egyéb festmények, tárgyak, amelyek Michelangelóról vagy az ő hatására készültek. A múzeum igazgatója az 1970-es évek közepén Tolnay Károly, magyar származású jelentős Michelangelo-kutató volt.